# Randallia ornata
Randallia ornata är en kräftdjursart som först beskrevs av J. W. Randall 1840.  Randallia ornata ingår i släktet Randallia och familjen Leucosiidae. Inga underarter finns listade i Catalogue of Life.